# 下剋上球児
『下剋上球児』（げこくじょうきゅうじ）は、2023年10月15日から12月17日までTBS系「日曜劇場」枠にて放送されたテレビドラマ。主演は鈴木亮平。
現代の三重県の架空の高校弱小野球部を舞台にして、学校や地域・家庭・自分自身の問題を抱える登場人物の愛と夢を描く娯楽作品。
原案は、実在する10年連続県大会初戦敗退の弱小校だった三重県立白山高校が、2018年夏の甲子園に初出場するまでの軌跡を描いたノンフィクション作品『下剋上球児』（著者：菊地高弘）。但しあくまで『原案』であり本作は当書籍の内容とは異なるほか、このドラマに登場する人物・学校・団体名・あらすじはすべてフィクションとなっている。

## あらすじ
三重県のとある高校の弱小野球部。主人公の南雲は、顧問兼監督として強大校への勝利―『下剋上』を目指し、部員を集め野球部を再出発させるも、自身の過去が自責の念となり…。

## キャスト
プロフィールは2018年度時点。

### 主要人物
南雲脩司（なぐも しゅうじ）〈41〉
演 - 鈴木亮平（少年期：羽山由一郎 / 青年期：平川丈）
本作の主人公。三重県立越山高校野球部監督。廃部寸前の弱小野球部で下剋上を目指すことになる。
小学生の時に両親に捨てられ、担任教諭が親代わりとなる。静岡一高から野球を始め、スポーツ推薦で大学に進学するものの、怪我を機に大学を中退。スポーツトレーナーとして働く。しかし、教師になる夢を捨てきれず、32歳で慶政大学へ再入学。教員試験に合格し、2013年に36歳で三重県の教員として内定を受ける。しかし、卒業直前に必要な単位を取得出来ておらず、教員免許を偽造する。
越山高校では教諭として社会科地理・歴史を担当。赴任して3年目の2016年、期間限定で野球部の顧問兼監督に就任。しかし、良心の呵責に耐えきれず、甲子園予選三重大会（以降「三重大会」と略す）直後に退職して警察に自首。野球部員はじめ2,000人の嘆願書により、約1年の自宅待機ののち不起訴処分となる。
その後は28社の面接を経て、「東運物流」に就職。2017年、三重大会一回戦を突破したことを機に、非教員として越山高校野球部監督に復帰する。以降は練習試合を3倍に増やし、2018年三重大会で優勝。初の甲子園出場に導く。
2023年時点、子供たちに野球を教えている。

### 三重県立越山高校
本作の主な舞台となる高校。作中では「ザン高（ざんこう）」と呼ばれている。

#### 教諭
山住香南子（やまずみ かなこ）
演 - 黒木華
野球部部長。家庭科教諭。
「ストッパー毒島」を愛読し、「野球バカ」と揶揄されるほどの野球好き。データ気質の持ち主で、選手の情報をストーカー並みに調べ上げる。
前任は私立横浜青隆高校の野球部。犬塚樹生から誘われ、2016年に越山高校に赴任。南雲と共に野球部の顧問を担当。2017年三重大会では野球部監督を引き受ける。2018年三重大会では、準決勝戦直前に右脇腹を骨折し欠場するものの、決勝戦に強行復帰する。
2023年時点でも野球部部長を続けている。
横田宗典（よこた むねのり）
演 - 生瀬勝久
元教諭。国語科・古典担当。
野球部の顧問と監督を兼務してきたが、2016年で定年を迎えたことと、南雲が赴任したことから監督に専念する。
2017年に南雲が不起訴となると、野球部監督として復帰させるため丹羽慎吾と犬塚樹生を説得する。
丹羽慎吾（にわ しんご）
演 - 小泉孝太郎
校長。
以前は名古屋にある進学塾に勤務していた。2012年、越山高校に赴任。
服部秀紀（はっとり ひでき）
演 - 今里真
教務部主任。国語科・現代文担当。
和辻（わつじ）
演 - 森下じんせい
体育教師。
郷田（ごうだ）
演 - 井上拓哉
情報科教師。サッカー部の顧問。
2017年三重大会では野球部部長を引き受ける。
堀江愛子（ほりえ あいこ）
演 - 上田遥
事務職員。

#### 野球部員
犬塚翔（いぬづか しょう）
演 - 中沢元紀
2016年度入学。3年生。投手。
中学時代はリトルシニアの名門「松坂バーズ」の元エース。夏の県大会では完全試合を達成。受験で星葉高校に落ち、越山高校に入学。野球部に入部するも、部員の大半が野球初心者や幽霊部員であることに不満を募らせる。しかし、星葉高校との練習試合に惨敗したことがきっかけで、越山高校野球部の一員として甲子園に出場することを決意する。以降はエースとして先発登板を続けるが、2018年三重大会準決勝戦では代打としてサヨナラタイムリーで決勝点をあげ、決勝戦では救援登板して甲子園初出場に貢献する。
卒業後も家業を継ぐ傍ら、コーチとして越山高校野球部に携わる。2023年、山住から教員採用試験を勧められる。
根室知廣（ねむろ ちひろ）
演 - 兵頭功海
2016年度入学。3年生。投手、外野手。
家が遠く、2時間かけてフェリーと電車で通学しているが、失踪騒動以降は南雲家（山崎宅）から通学することもある。硬式グローブを買うことができず、小中学生時代の軟式グローブを使用していたが、南雲から硬式グローブを譲り受ける。
元々はヤクルト・高津投手の影響でサイドスローの技巧派だったが、2017年に南雲の勧めで長身を活かしたオーバースローに変更。球威が増し、犬塚翔との二枚看板に成長する。また、同時期からメガネをコンタクトレンズに変えている。主に救援登板だが、2018年三重大会準決勝戦からは先発登板する。
卒業後は伊勢学院大学に特待生として進学。2023年時点では社会人野球チームの選手として野球を続けている。
椿谷真倫（つばきや まりん）
演 - 伊藤あさひ
2016年度入学。3年生。内野手、主将。
中学時代は将棋部。野球初心者だった。2023年時点では市役所の文化スポーツ振興課に勤務。
日沖壮磨（ひおき そうま）
演 - 小林虎之介
2016年度入学。3年生。捕手。
高校入学時は帰宅部だったが、2016年三重大会直前、バッティングセンターで喧嘩騒動を起こす。兄・誠が責任を取って試合に出場せず敗北したのを見て、赤髪だった髪型を丸刈りにして1年秋から入部する。
2023年時点では楡とともに伊勢で旅行会社を経営。
久我原篤史（くがはら あつし）
演 - 橘優輝
2016年度入学。3年生。外野手。
中学時代は陸上部で、大会記録を持つ俊足。入学当初はサッカー部志望だったが、椿谷の負傷で代走に駆り出されたのをきっかけに野球の楽しさを知り、野球部に入部する。2018年三重大会準決勝戦、外野フライの捕球中に楡と交錯して緊急搬送されるが、翌日の決勝戦に強行出場する。
2023年時点ではプロの自転車チームに所属し、オリンピックを目指す。
楡伸次郎（にれ しんじろう）
演 - 生田俊平
2016年度入学。3年生。外野手。
久我原と同じ中学出身。シニアで活躍していたが、中学2年のときに野球を一時やめていた。気まぐれだが甲子園出場への意思は強く、南雲の不起訴嘆願の発起人にもなる。視力低下を自覚していたがメガネを嫌がり、野球だけでなくアルバイトでも失敗が多かったが、コンタクトレンズにしたことで解決する。
2023年時点では日沖壮磨とともに伊勢で旅行会社を経営。
中世古僚太（なかせこ りょうた）
演 - 柳谷参助（第6話 - ）
2017年度入学。2年生。内野手
西牧中学校在学中、山住にスカウトされる。入部当初から甲子園出場を度々口にする。楡とともに主軸を担い、2018年三重大会準決勝戦では4番打者を任される。
卒業後は大学へ進学。教員免許取得を目指す。
井内夏樹
演 - 井上遥（第6話 - ）
2017年度入学。2年生。
鈴村譲二
演 - 鈴木蓮清（第6話 - ）
2017年度入学。2年生。
瀬戸陸斗
演 - 瀬名陽斗（第6話 - ）
2017年度入学。2年生。
成澤光明
演 - 成瀬充稀（第6話 - ）
2017年度入学。2年生。
松本淳之介
演 - 松谷優輝（第6話 - ）
2017年度入学。2年生。
三宅晶
演 - 三浦陽明（第6話 - ）
2017年度入学。2年生。
幸上朝陽
演 - 幸村太陽（第6話 - ）
2017年度入学。2年生。
阪大輔（ばん だいすけ）
演 - 中山翔貴（第7話 - ）
2018年度入学。1年生。
鳥羽シニア出身。三鬼とは幼馴染。
三鬼まさる（みき まさる）
演 - 青山俊雄（第7話 - ）
2018年度入学。1年生。
鳥羽シニア出身。阪とは幼馴染。
堀川佑
演 - 金城悠史（第7話 - ）
2018年度入学。1年生。
浜田正平
演 - 横浜翔希（第7話 - ）
2018年度入学。1年生。
北林琥太郎
演 - スカリオン十座（第7話 - ）
2018年度入学。1年生。
種田和央
演 - 七種レオ（第7話 - ）
2018年度入学。1年生。
神野太一
演 - 郷馬健太郎（第8話 - ）
2018年度入学。1年生。

#### 野球部OB
日沖誠（ひおき まこと）
演 - 菅生新樹
2014年度入学。2016年度主将。壮磨の兄。
問題児が多い故か長谷川同様視野が広い。
卒業後はスーパーマーケットに就職。
長谷川幹太（はせがわ かんた）
演 - 財津優太郎
2014年度入学。
元幽霊部員。
大らかな性格で些細な変化にも気付きやすい。
榆の目の悪さにも直ぐに気付く。
卒業後は越山塗装工業に就職。
藤本大牙（ふじもと たいが）
演 - 鈴木敦也
2014年度入学。
元幽霊部員。
一見お調子者では有るが面倒見が良い。
卒業後は農協に就職。
富嶋雄也（とみしま ゆうや）
演 - 福松凜
2015年度入学。捕手。2017年度主将。
元幽霊部員。犬塚翔の投球を引き出せず、
壮磨に野球部入部を勧める。
卒業後は大学に進学。2023年時点宮沢との間に1児がいる。
野原舜（のはら しゅん）
演 - 奥野壮
2015年度入学。
元幽霊部員。
子供っぽく怒りっぽいが根は熱く涙脆い。
よく長谷川に窘められる。卒業後は漁師の道へ進む。
紅岡祥悟（べにおか しょうご）
演 - 絃瀬聡一
2015年度入学。
元幽霊部員。
野原 富島と仲が良く野原とは対照的に穏やか。
卒業後は地元の飲食店に就職。

#### その他
宮沢（みやざわ）
演 - 伊達さゆり
2015年度入学。放送部OG。富嶋と交際している。
卒業後は情報番組「おはようサン！」のリポーターとして、34年ぶりにベスト8に進出した母校でインタビューする。
真鶴あすか（まなづる あすか）
演 - 石井心寧（第4話・第6話 - 最終話）
2016年度入学。3年生。吹奏楽部。
野球部の試合を応援する。

### 周辺人物

#### 南雲家
南雲美香（なぐも みか）
演 - 井川遥
南雲の妻。姉さん女房。
都内のアート系企業に勤務し、シングルマザーとして一人息子・青空と暮らしていたときに、大学に再入学し教師を目指す南雲に出会い一目惚れ。交際中に母親が倒れ、地元・三重に戻ることを契機に南雲と再婚し、長女・なぎさを授かる。
南雲青空（なぐも あおぞら）
演 - 番家天嵩
美香の連れ子。小学生。
実父と区別するため、南雲を「脩ちゃん」と呼ぶ。南雲の力になりたいと考えており、自首した後も三重に残る。2018年三重大会決勝戦後、「父さん」と呼ぶようになる。
南雲なぎさ（なぐも なぎさ）
演 - 倉田瑛茉（2023年時：倉田珠那）
南雲の娘。青空の妹。
2023年時点、南雲の野球教室に参加している。
山崎七彦（やまざき ななひこ）
演 - 中村シユン
美香の父。牡蠣の養殖業を営んでいる。

#### 犬塚家
犬塚樹生（いぬづか みきお）
演 - 小日向文世
地元越山の名家であり、先祖代々の大地主。初孫である翔に愛情を注ぎ、越山高校に入学の際には勝手にグラウンドを建設する。
朗らかでマイペースな性格だが、厚顔無恥な一面もある。越山高校野球部の試合日程を勝手に組むなど、独断専行が目立つ。
両目の視界の一部が欠落する病気を患っており、娘の杏奈から手術を受けるよう説得されるが、失敗すると翔が野球部で活躍する姿を見られなくなるとして断固拒否していた。しかし、翔のベンチや外野での楽しそうな様子を見て心変わりし、決勝の日に右目の手術を行う。
犬塚杏奈（いぬづか あんな）
演 - 明日海りお
翔の母。樹生の娘。
犬塚敏生（いぬづか としお）
演 - 吉田ウーロン太
翔の父。杏奈の夫で婿養子。犬塚開発社長。

#### 星葉高校野球部
賀門英助（がもん えいすけ）
演 - 松平健
三重県内の強豪校、星葉高校野球部の監督。
未経験ながら、歴史上の偉人をモデルにした独自の指導方法で、甲子園の常連校に育て上げた。南雲の静岡一高時代の恩師で、慶政大学の先輩でもある。
南雲の教員免許偽造に憤慨するが、山住の相談に乗るなど気にかける。2018年三重大会準決勝の試合中、一部応援団が南雲らに対する誹謗中傷で一触即発の状態になった際には、自らグラウンドに出て説得する。
試合終了後、南雲や越山高校野球部の部員たちの健闘を褒め称え、南雲の教員免許の偽造を叱責しつつ、決勝戦で星葉高校応援団を越山高校の応援スタンドに加えるよう要望する。
江戸川快斗（えどがわ かいと）
演 - 清谷春瑠
2016年度入学。3年生。内野手で不動の4番打者。
中学時代、犬塚翔とは名門クラブチームのチームメイトだった。ストライク先行で追い込まれると気負いしがち。
児玉拓海（こだま たくみ）
演 - 羽谷勝太
2016年度入学。3年生。背番号1をつけたエース。
江戸川と同じく、翔とは名門クラブチームのチームメイトだった。2018年三重大会準決勝戦、代打として登場した翔に決勝点を奪われる。
その他野球部員
演 - 内山智貴、川口時生、片山幸人

#### 越山ドーマーズ
紺野毅（こんの つよし）
演 - 山本浩貴 
クリーニング店の店主。草野球チーム「越山ドーマーズ」のメンバー。
後に越山高校野球部の後援会長となる。
ジョンソン
演 - 新浜レオン
越山高校の野球部員が通うバッティングセンターの店員。
下川原祐一（しもかわら ゆういち）
演 - 鳥谷敬（第1話）
越山ドーマーズのメンバー。

### その他
根室柚希（ねむろ ゆずき）
演 - 山下美月
知廣の姉。美容師。
両親を事故で亡くしており、親代わりとして弟・知廣の世話と祖母の介護を並行して行っている。
弟を通じて南雲の人となりを信用しており、南雲が自首した後も積極的に協力する。
青沼健太（あおぬま けんた）
演 - きょん（コットン）
越山高校の近所にあるコンビニ「ファミリーマート」の店長。
店舗は生徒の溜り場になっており、越山高校の事情に詳しい。2018年三重大会準決勝戦以降、自身も球場に足を運ぶ。
小柳晴哉（こやなぎ はるや）
演 - 大倉孝二
美香の元夫。青空の実父。
職場結婚だったが、自身の不倫が原因で離婚。未練があり、青空を通じて美香とよりを戻そうとする。

### ゲスト

#### 第2話
倉林（くらばやし）
演 - 林和義（第6話）
居酒屋「四天王」の店主。
乙津（おとづ）
演 - 谷恭輔（第3話）
会社員。バッティングセンターで越山高校の生徒たちを挑発する。
元同僚
演 - 木村はるか、空美
美香の元同僚。結婚パーティのため上京した美香と再会する。

#### 第3話
畑山（はたけやま）
演 - 渋江譲二（第4話）
慶政大学の司書。
30代の学生だった南雲を覚えており、中退したはずの南雲が高校教諭であることを疑う。
警察官
演 - もろいくや
警察官。バッティングセンターでの喧嘩の件で、壮磨を署で事情聴取する。
司会
演 - 西村俊彦
2016年高校野球三重大会、組み合わせ抽選会の司会。

#### 第4話
葛西（かさい）
演 - 浅野和之
多気（たき）高校野球部の監督。2016年三重大会一回戦で越山高校と対戦する。
観月（みづき）
演 - 階晴紀（第6話）
多気高校野球部の投手。
実況
演 - 南波雅俊（TBSテレビアナウンサー、第9話）
2016年三重大会一回戦の実況アナウンサー。
2018年三重大会準決勝のテレビ実況も担当する。

#### 第5話
塩尻（しおじり）
演 - 町田啓太
越山高校野球部の新監督。南雲の後任。
就任前は仙台国際高校でコーチと監督を3年半務めていた。犬塚樹生によって招聘されたが、練習ではなくスカウトを優先し、有望新人を一人も入学されられなかったことからクビとなる。
越前恵美（えちぜん えみ）
演 - 新井美羽
南雲の新任教諭時代の生徒。
パパ活を繰り返していたが、南雲の生活指導により立ち直る。
寿竜矢（ことぶき たつや）
演 - 渋川清彦
南雲の小学生時代の教諭。
両親に逃げられた南雲の親代わりとなる。
榊原（さかきばら）、蓮見（はすみ）
演 - 伊勢志摩（第6話）、向里祐香（第6話）
南雲の担当弁護士。
保育士
演 - 平野舞
美香が勤務する東京オフィスにあるキッズプレイルームの保育士。
記者
演 - 結城駿
南雲家を訪問した地方新聞の記者。
無免許勤務について南雲を追求するも、居合わせた榊原に追い払われる。

#### 第6話
椎野陽大（しいの）※読み不明
演 - 松本怜生
五十鈴（いすず）高校野球部の投手。2017年甲子園予選三重大会一回戦の対戦相手。
元は横浜青隆高校野球部員。山住が辞めるきっかけとなる生徒。
亀井戸
演 - 今井英二
五十鈴高校野球部の監督。試合終了後に「お前らの監督！生徒に手出してクビになった。」と言った椎野に対して「何を言いよんや！お前」と怒鳴る。
所長
演 - 黒田浩史（第7話・第8話）
南雲が採用面接で28社目に受け、採用された「東運物流」の物流センター所長。
社員
演 - 持永雄恵
南雲が採用面接を受けた不動産会社「大江戸不動産」の人事部社員。
監督
演 - 徳永邦治
横浜青隆高校野球部の監督。山住がホテルに連れ込んだことを椎野から聞かされる。
学年主任
演 - 西野大作
横浜青隆高校の学年主任。
主治医
演 - 相田雄一郎
犬塚樹生の主治医。早めに眼科の手術を受けることを勧める。
実況
演 - 新夕悦男（TBSテレビアナウンサー、第7話・最終話）、土井敏之（TBSテレビアナウンサー、第7話）
2017年三重大会一回戦の実況アナウンサー。
吹奏楽部
演 - 中央大学学友会文化連盟音楽研究会吹奏楽部（最終話）
五十鈴高校の吹奏楽部。野球部の試合を応援する。

#### 第7話
監督
演 - 前田幸長
伊賀商業高校野球部の監督。2017年三重大会2回戦で越山高校と対戦する。
脇坂
演 - 長島祥吾（最終話）
伊賀商業高校野球部の投手。
綱島
演 - 白石孝樹（最終話）
伊賀商業高校野球部の捕手。
来田
演 - 藤本由伸（最終話）
伊賀商業高校野球部の内野手。

監督
演 - 川﨑宗則
練習試合の対戦校である三重西高校野球部の監督。
同僚
演 - 枝光利雄（第8話）
南雲の勤務先「東運物流」の同僚。新入社員歓迎会で南雲を食事に誘う。
従業員
演 - 續木淳平
楡がアルバイトをする「大谷自動車板金塗装工場」の先輩従業員。シンナーとシリコンを取り違えた楡を叱責する。
店員
演 - アサヌマ理紗
南雲と楡が訪れたコンタクトレンズ店の店員。

#### 第8話
記者
演 - 武井壮
2018年三重大会準決勝前の南雲にインタビューする記者。賀門との師弟対決への意気込みを聞く。
アナウンサー
演 - 安藤咲良
情報番組「おはようサン！」のMC。越山高校が34年ぶりにベスト8に進出したニュースを伝える。
実況
演 - 伊藤隆佑（TBSテレビアナウンサー、第9話）、初田啓介（TBSテレビアナウンサー）
吹奏楽部
演 - 木更津総合高等学校吹奏楽部（第9話）
星葉高校の吹奏楽部。野球部の試合を応援する。

#### 第9話
田中（たなか）
演 - 田中将大
2018年三重大会準決勝のテレビ中継解説者。
久我原の母
演 - 小林沙苗
医師より脳震盪で48時間安静と診断されたとして、久我原を決勝戦は休ませると山住らに申し出る。
医師
演 - 瀬野和紀
整形外科医。山住に肋骨骨折と診断する。

#### 最終話
自治会メンバー
演 - やす（ずん、役名：自治会長）（第9話）、野口雄介（第9話）、剛州（第9話）、鈴木奈津子（役名：商工会顔）（第9話）
越山高校野球部甲子園出場に伴う資金についての会議出席者。
十文字
演 - 元木大介
2018年三重大会の決勝で対戦する伊賀商業高校野球部の監督。
観客
演 - かみじょうたけし
「松阪夏の肉まつり実行委員会」の「やき肉が食べたいTシャツ」を着て、わざわざ松阪から決勝戦を見に来た観客。
部員
演 - 長島令玖
2023年在籍の越山高校の野球部員。学校に来るのがダルいとコーチになった犬塚に愚痴る。

## スタッフ
- 原案 - 『下剋上球児』（カンゼン / 菊地高弘著）[2]
- 脚本 - 奥寺佐渡子[2]
- 音楽 - jizue[75]
- 主題歌 - Superfly「Ashes」（ユニバーサル シグマ）[76][77]
- 野球監修 - 副島孔太、鈴木大樹
- インストラクター - 占部大輔、 松橋良幸
- 方言監修 - 鳥羽明彦
- アニメーション - 石浜真史[78]
- アニメーション制作 - CloverWorks[78]
- アニメーションプロデュース - 福島祐一、新宅洋平
- 演出 - 塚原あゆ子、山室大輔、濱野大輝[2]、棚澤孝義
- プロデュース - 新井順子[2]
- 編成 - 黎景怡、広瀬泰斗[2]
- 製作 - TBSスパークル、TBS

## 放送日程
| 各話                                                                        | 放送日   | サブタイトル                                            | 演出       | 視聴率 |
| --------------------------------------------------------------------------- | -------- | ------------------------------------------------------- | ---------- | ------ |
| 第1話                                                                       | 10月15日 | 弱小野球部が甲子園を目指す3年間の軌跡と裏に隠された秘密 | 塚原あゆ子 | 10.8%  |
| 第2話                                                                       | 10月22日 | 隠し続けた秘密を告白する時                              | 塚原あゆ子 | 10.7%  |
| 第3話                                                                       | 10月29日 | 夢の甲子園前に絆が崩壊!?偽教師の決断                    | 塚原あゆ子 | 09.2%  |
| 第4話                                                                       | 11月05日 | 夏に1勝!涙の公式戦がついに開幕…!                        | 山室大輔   | 08.0%  |
| 第5話                                                                       | 11月12日 | 新監督登場で波乱!?教師と球児を繋ぐ絆                    | 山室大輔   | 10.1%  |
| 第6話                                                                       | 11月19日 | 先生と仲間のために悲願の初勝利を…!                      | 塚原あゆ子 | 09.3%  |
| 第7話                                                                       | 11月26日 | 監督復帰!逆境を乗り越え夢を掴みとれ                     | 濱野大輝   | 08.6%  |
| 第8話                                                                       | 12月03日 | まだ終わらせない!仲間と誓う最後の夏                     | 棚澤孝義   | 09.9%  |
| 第9話                                                                       | 12月10日 | 魂を燃やせ!最強の宿敵と運命の決戦!                      | 塚原あゆ子 | 10.2%  |
| 最終話                                                                      | 12月17日 | 絆が繋いだ奇跡…最高の仲間と甲子園へ                     | 塚原あゆ子 | 09.5%  |
| 平均視聴率 9.6%（視聴率はビデオリサーチ調べ、関東地区・世帯・リアルタイム） |          |                                                         |            |        |

- 初回は21時 - 22時19分の25分拡大放送。
- 第2話は21時 - 22時9分の15分拡大放送。
- 第6話は『2023 アジア プロ野球チャンピオンシップ』中継（ 日本× 韓国）が延長したため、1時間10分繰り下げ22時10分 - 23時4分に放送された。

## スピンオフ企画
ドラマ出演する球児キャストは、約半年にわたって演技審査はもとより野球の実技審査も含めたオーディションを経て選考されたが、その過程を『下剋上セレクション〜ドラマ出演を懸けた熱き予選大会〜』のタイトルで2023年9月10日より配信している（全9回、TVer・TBS FREEではダイジェスト版、U-NEXTでは完全版を配信。#1から#3は9月10日、#4から#6は17日）。MCは武井壮と松村沙友理。17日配信の#6で球児キャスト12名が発表された。10月15日の本編初回放送後配信の#7では合格者たちによる個人練習や夏合宿、クランクインなどの様子が見られた。12月9日配信の#8では出演者たちの座談会が、12月17日配信の#9では本編クライマックスの撮影風景やクランクアップ後のインタビューが見られた。
最終選考を通った12名のほかにも、ジョンソン役の新浜レオンや2017年度以降入学の越山高校野球部員役、他校の球児役がセレクションから抜擢されている。
出演者
- MC - 武井壮、松村沙友理

スタッフ
- プロデューサー - 長谷川浩平、武久侑馬
- 演出 - 長谷川浩平、金子弘明

## エピソード
- モデルになった三重県立白山高校が甲子園に出場したのは、2018年の第100回大会。白山高校は一回戦で愛工大名電に0-10で敗れたが、その年、同じ公立高校の秋田県立金足農業高校が、劇的な勝利の連続で、秋田県勢として第1回大会以来103年ぶりの決勝進出を決めた（決勝戦では大阪桐蔭に13-2で敗れた）。
- 白山高校が甲子園に出場した2018年の第100回大会で同様に公立高校で甲子園出場を果たした高校は、秋田・金足農・11年ぶり6回目、三重・白山・初出場、富山・高岡商・2年連続19回目、西兵庫・明石商・初出場、香川・丸亀城西・13年ぶり5回目、徳島・鳴門・2年ぶり12回目、高知・高知商・12年ぶり23回目、佐賀・佐賀商・10年ぶり16回目。
- 最終回では、越山高校が甲子園出場を果たし、阪神甲子園球場で試合をするシーンが放映されたが、実際に2023年11月15日[94]に阪神甲子園球場にて5000人以上にも及ぶエキストラを動員してロケが行われた[95]。

## 書誌情報
- 菊地高弘『下剋上球児 三重県立白山高校、甲子園までのミラクル』、カンゼン、2019年3月7日発売[96]、ISBN 978-4-86255-499-4

## 受賞
- 第118回ザテレビジョンドラマアカデミー賞[97]
  - 主演男優賞（鈴木亮平）
  - 監督賞（塚原あゆ子・山室大輔・濱野大輝・棚澤孝義）
- コンテントアジア賞　銀賞